# Discovery Channel (Canada)
 (signalé en août 2025).
Si vous disposez d'ouvrages ou d'articles de référence ou si vous connaissez des sites web de qualité traitant du thème abordé ici, merci de compléter l'article en donnant les références utiles à sa vérifiabilité et en les liant à la section « Notes et références ».
- Archive Wikiwix
- Bing
- Cairn
- DuckDuckGo
- E. Universalis
- Gallica
- Google
- G. Books
- G. News
- G. Scholar
- Persée
- Qwant
- (zh) Baidu
- (ru) Yandex
- (wd) trouver des œuvres sur Wikidata

Discovery Channel (souvent simplement Discovery) est une chaîne de télévision spécialisée discrétionnaire canadienne détenue par Rogers Sports & Media avec la marque sous licence Warner Bros. Discovery.
Cette chaîne a été lancée le 1er janvier 2025 en remplacement de la version opérée par Bell Média de 1995 à 2024.

## Histoire
En juin 2024, il est annoncé que Rogers Sports & Media a acquis les droits canadiens sur toutes les marques factuelles de Warner Bros. Discovery, en conséquence, la chaîne appartenant à Bell Média a été rebaptisé USA Network le 1er janvier 2025.

## Programmation
Elle diffuse des émissions acquises de son homologue américain.